# Dino (automobile)
Pour les articles homonymes, voir Dino et Ferrari.
Dino est un constructeur automobile italien, filiale de Ferrari, créé par Enzo Ferrari (1898-1988), en souvenir et hommage de son fils Dino Ferrari (1932-1956), pour concevoir et fabriquer entre 1965 et 1976, une gamme de voiture GT de prestige et de voitures de course, à moteur V6 et V8 Dino.

## Historique
Après un début de formation d'ingénieur en Suisse, Dino Ferrari travaille avec son père chez Ferrari, et participe avec les ingénieurs italiens Franco Rocchi et Vittorio Jano, à la conception d'un moteur V6 de 1,5 litre à 65°, en aluminium, à double arbres à cames et trois carburateurs doubles Weber, avec lequel une Ferrari 156 de la Scuderia Ferrari remportera le titre de champion du monde des constructeurs du championnat du monde de Formule 1 1961.

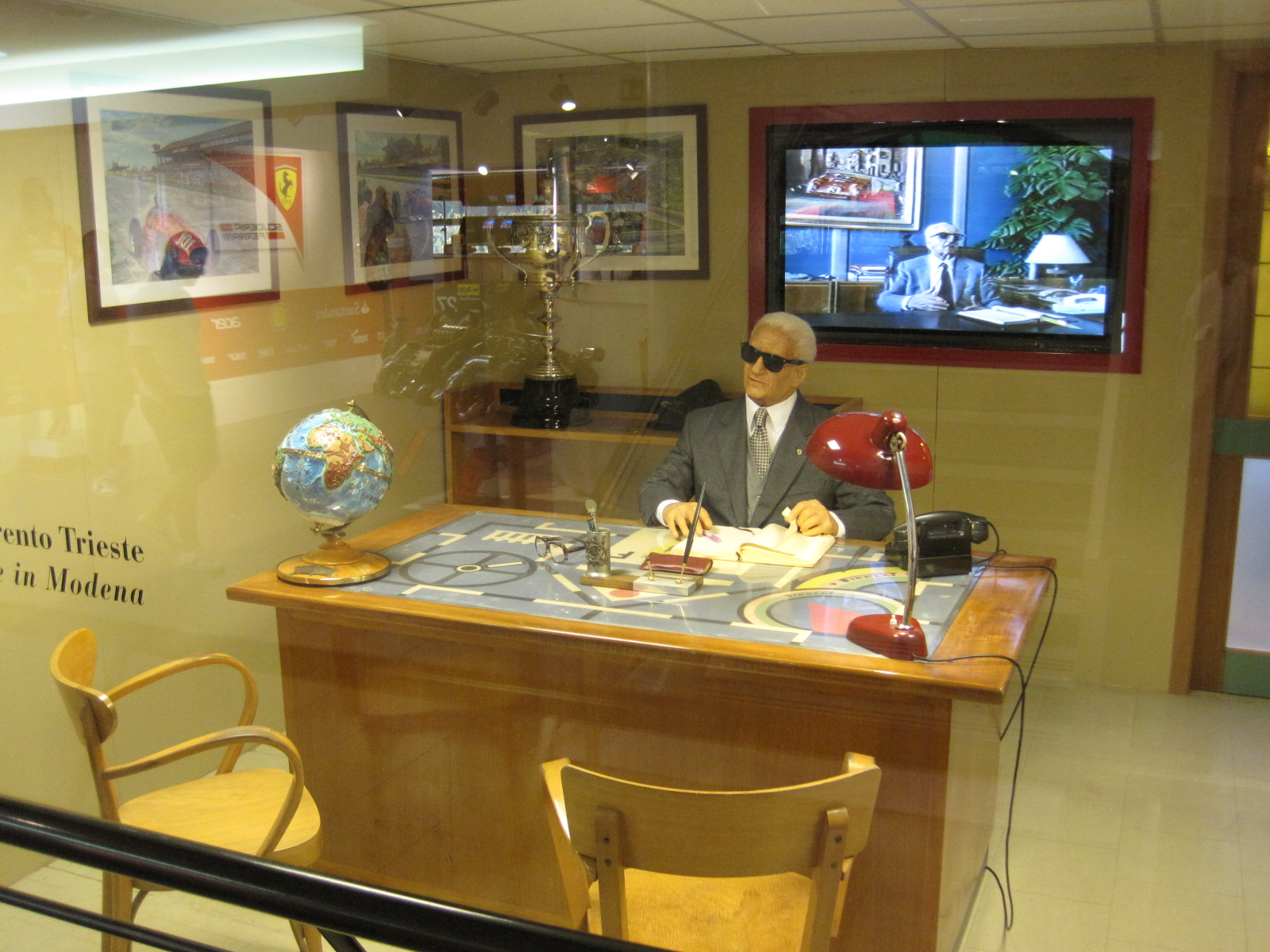
Enzo Ferrari, Musée Ferrari.
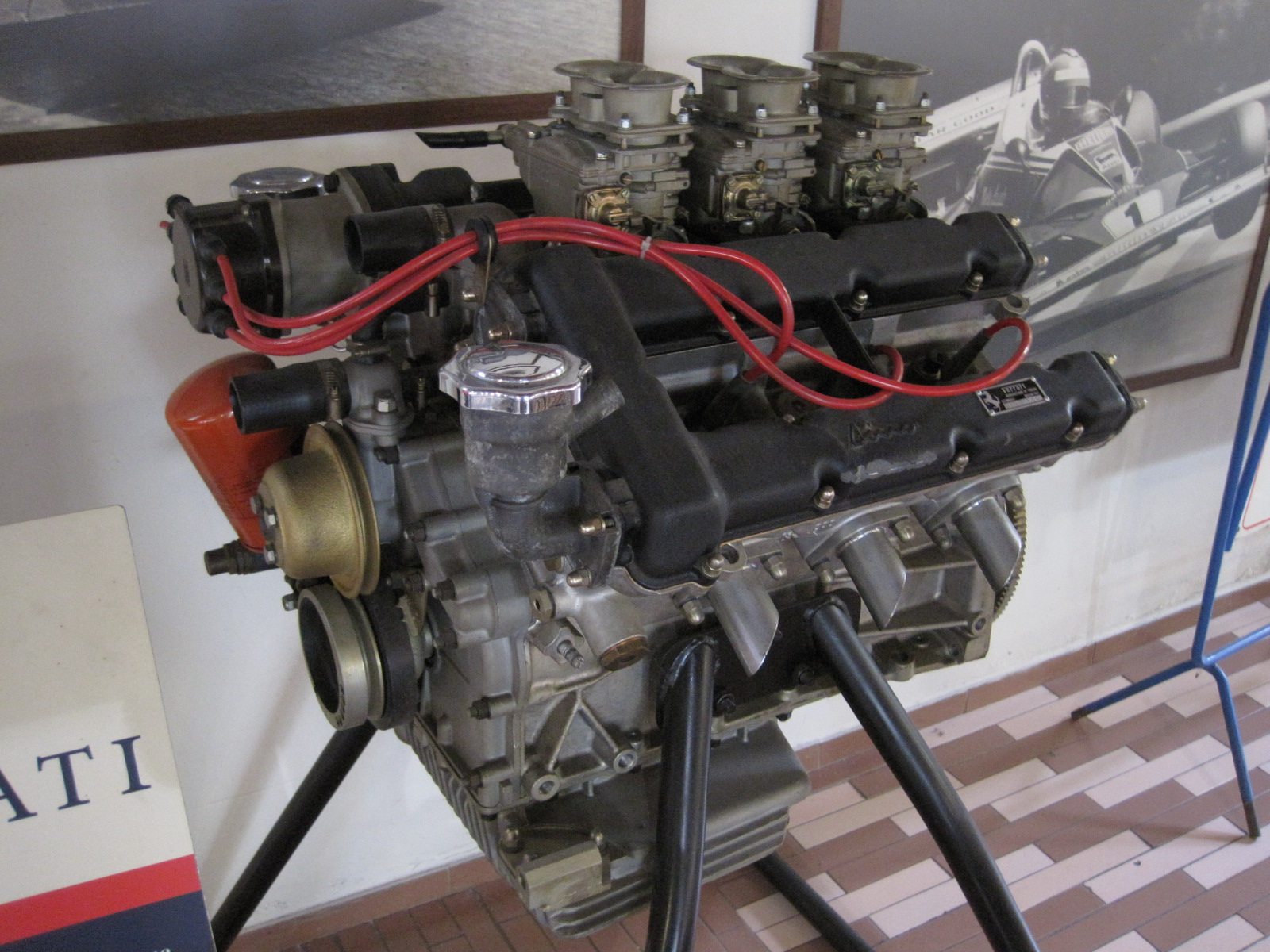
Moteur V6 « Dino ».
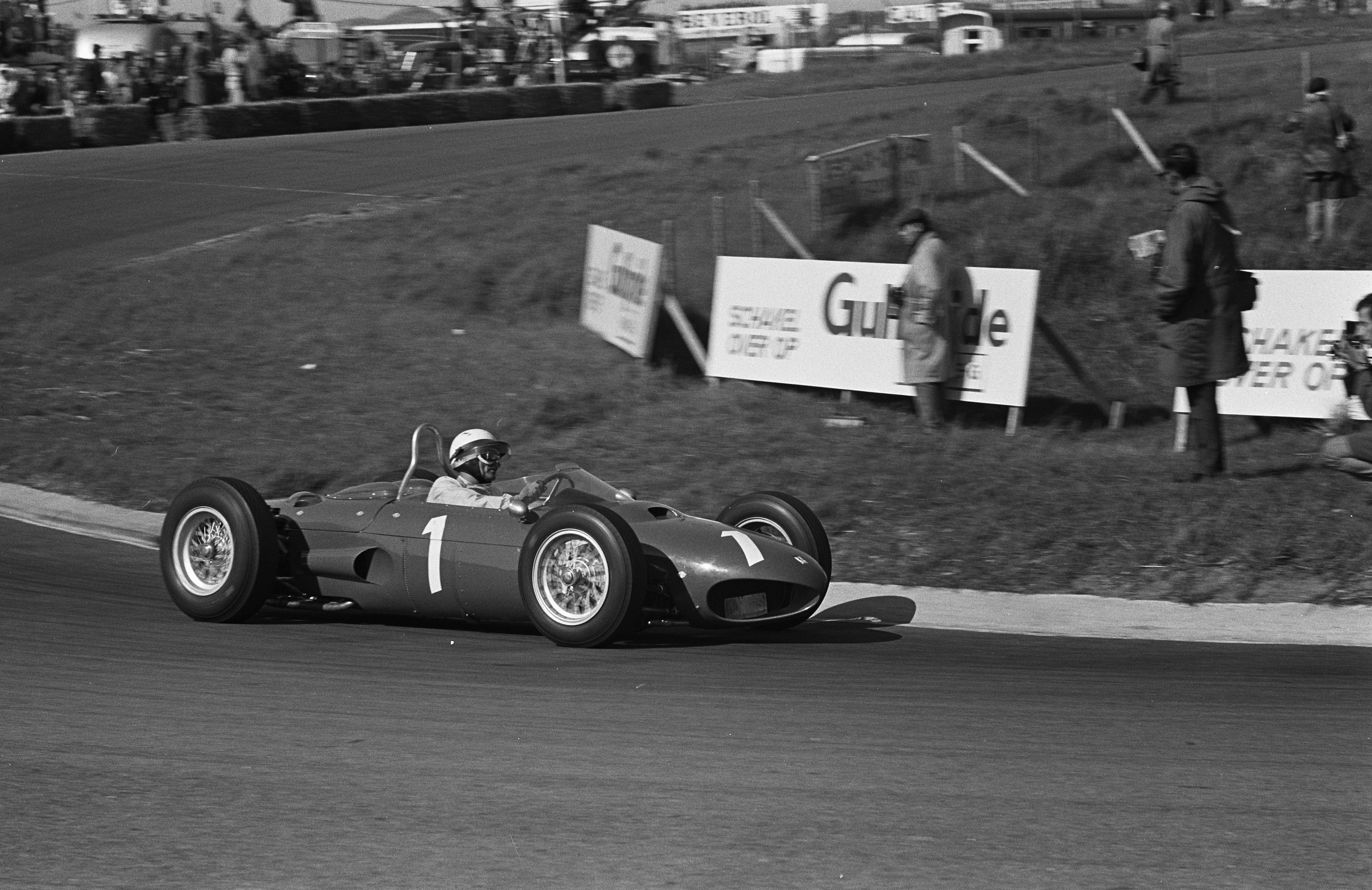
Ferrari 156, championne du monde des constructeurs du championnat du monde de Formule 1 1961.

Dino Ferrari disparait précocement et tragiquement en 1956, à l'âge de 24 ans, des suites d'une myopathie de Duchenne héréditaire. Pour honorer à titre posthume la mémoire de son fils, Enzo baptise Dino tous les moteurs V6 de sa production, et crée la marque automobile Dino, filiale de Ferrari, pour concevoir et fabriquer une série de voitures de prestige à moteur V6 et V8 pour la compétition automobile, et de grand tourisme, en parallèle des modèles Ferrari à moteur V12 de la Scuderia Ferrari. L'autodromo Enzo e Dino Ferrari (ou circuit d'Imola) porte également leur nom.

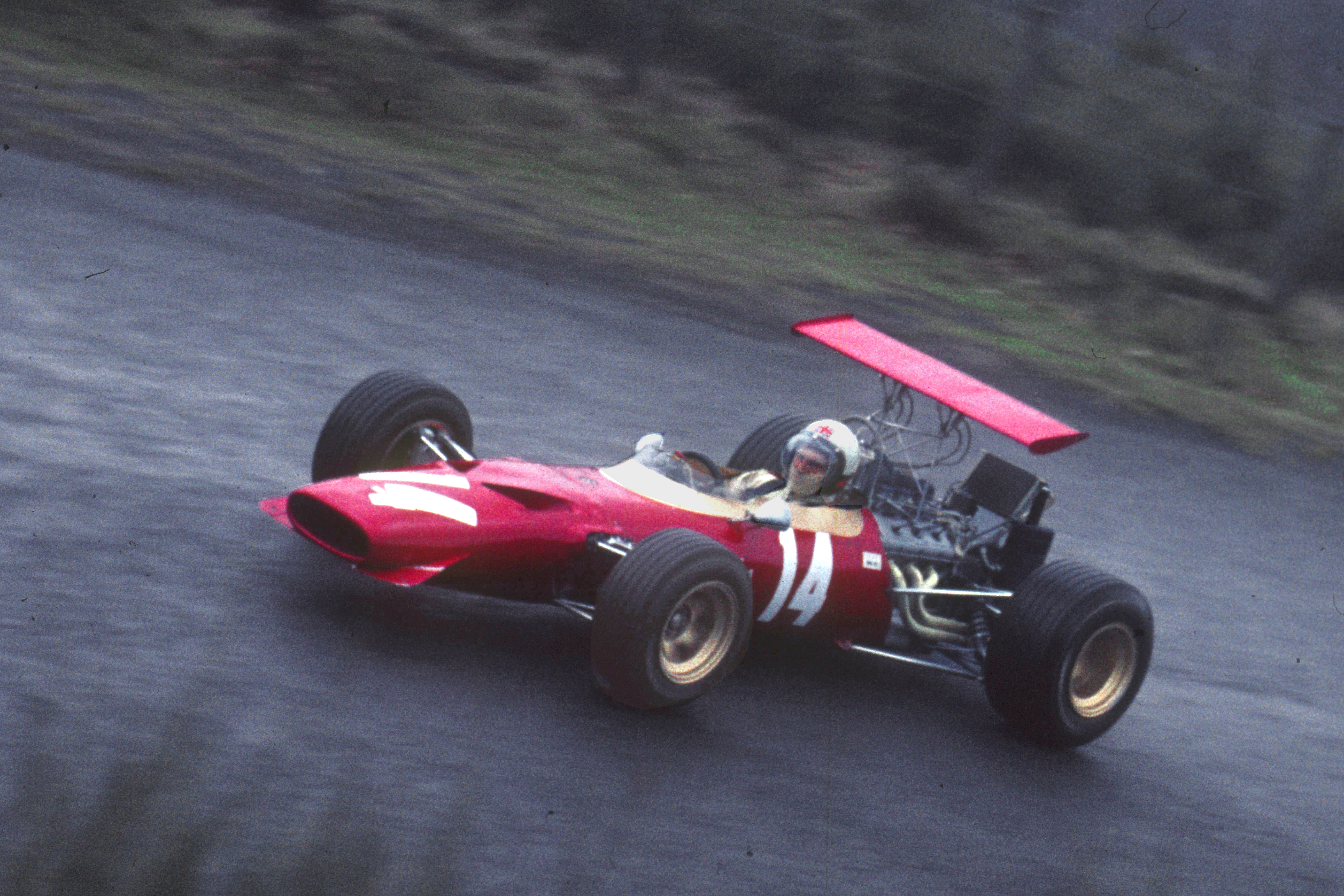
Dino 166 F2
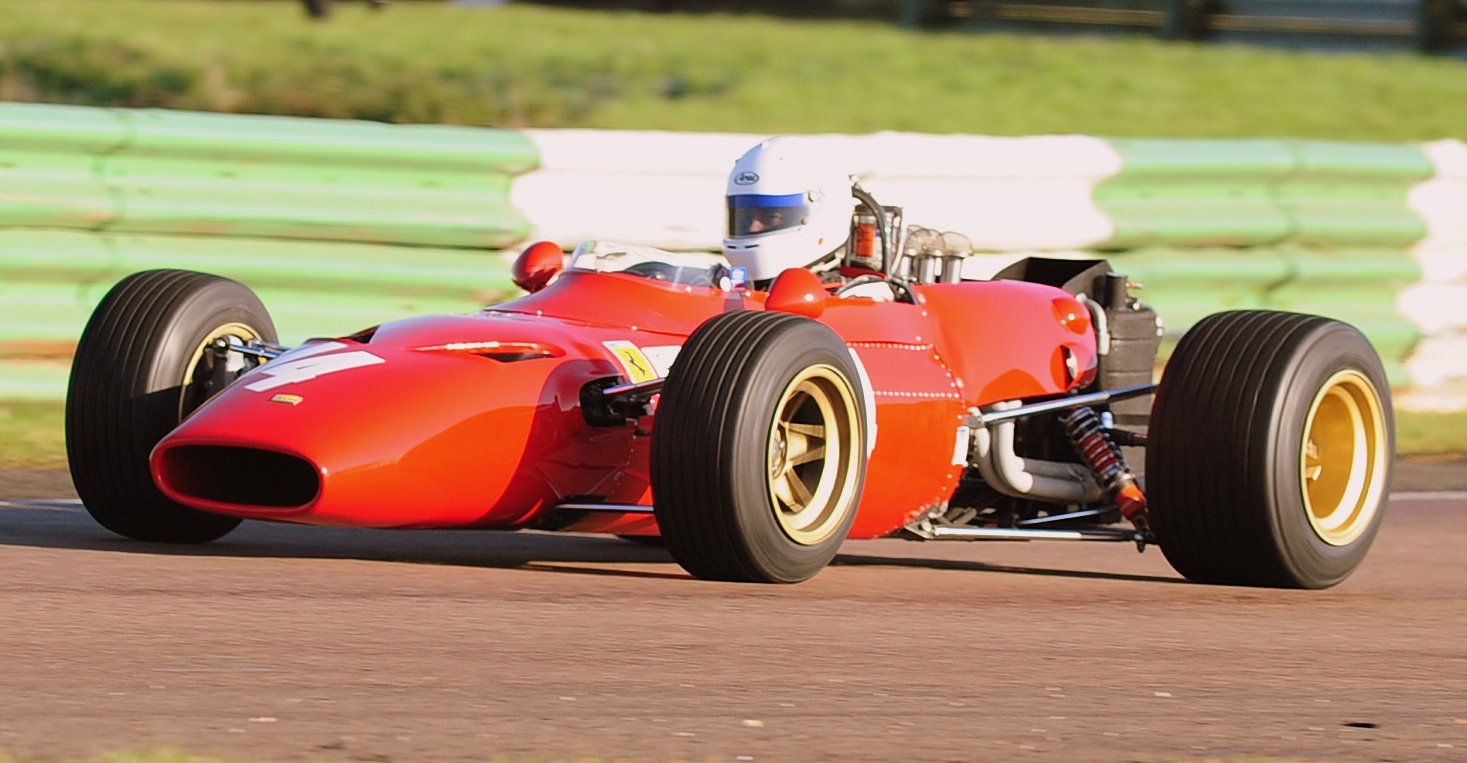
Dino 166 F2
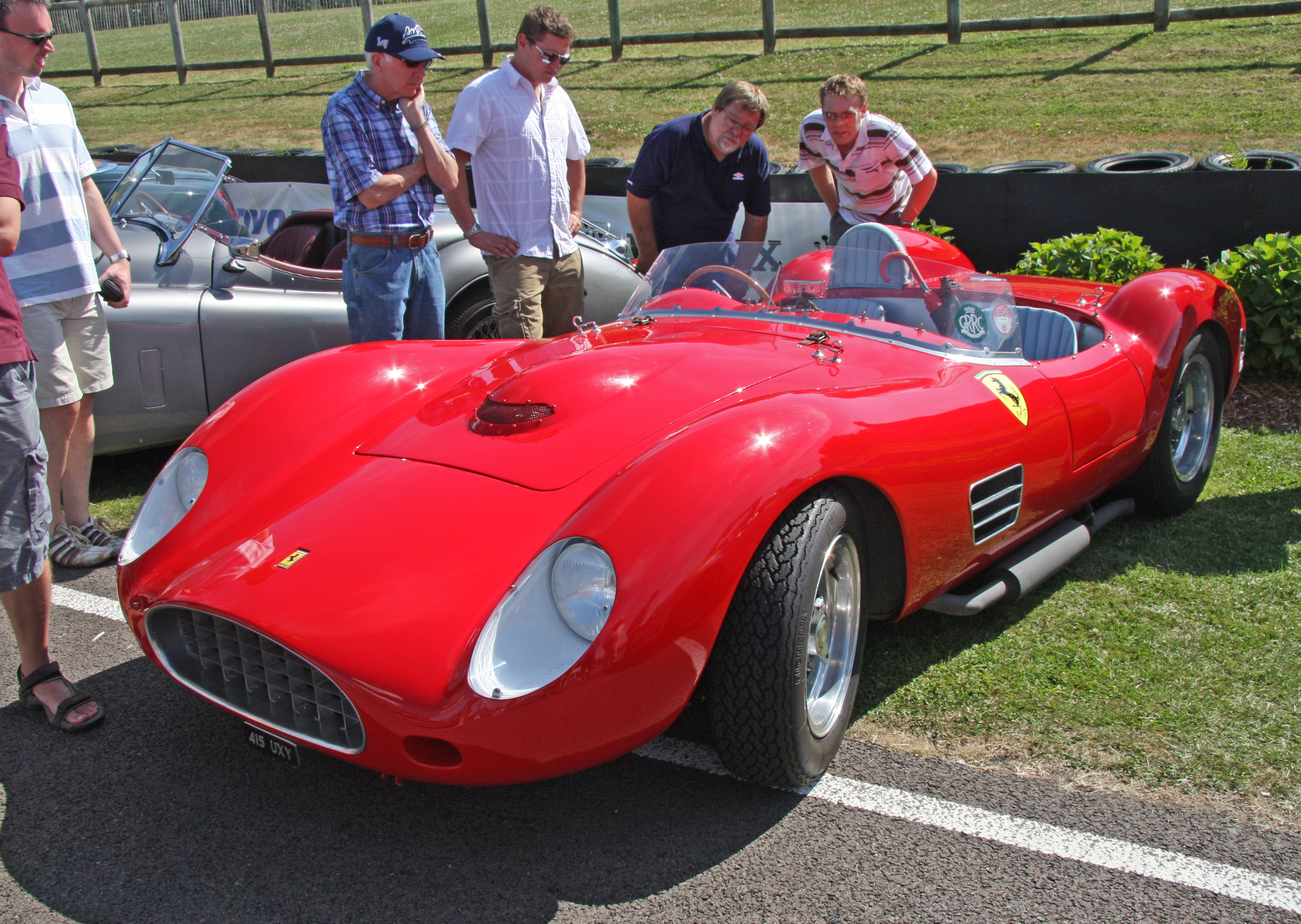
Dino 196 S
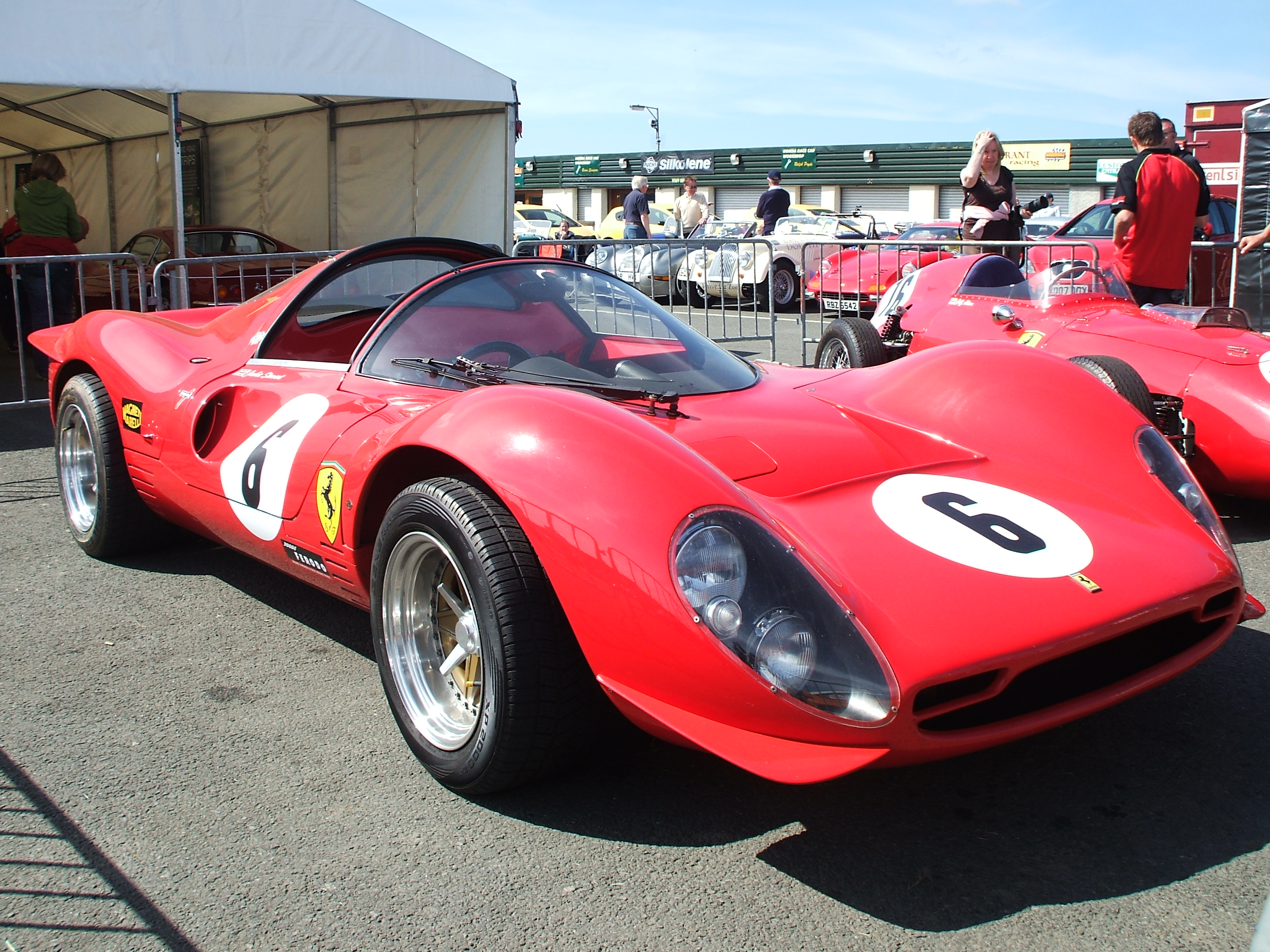
Dino 206 S

En 1976, malgré le succès commercial et en compétition de la marque, Enzo baptise toutes ses voitures Ferrari pour un surcroit de prestige et d'image de marque.

### Compétition
La Scuderia Ferrari remporte de nombreuses et prestigieuses victoires avec les Dino à moteur V6, puis V8, en Formule 1 et Formule 2, 24 Heures du Mans, championnats, etc., en parallèle des modèles Ferrari à moteur V12. Les Dino sont baptisées en trois chiffres : deux premiers = cylindrée, 3e = nombre de cylindres (246 pour 2,4 litres 6-cylindres).

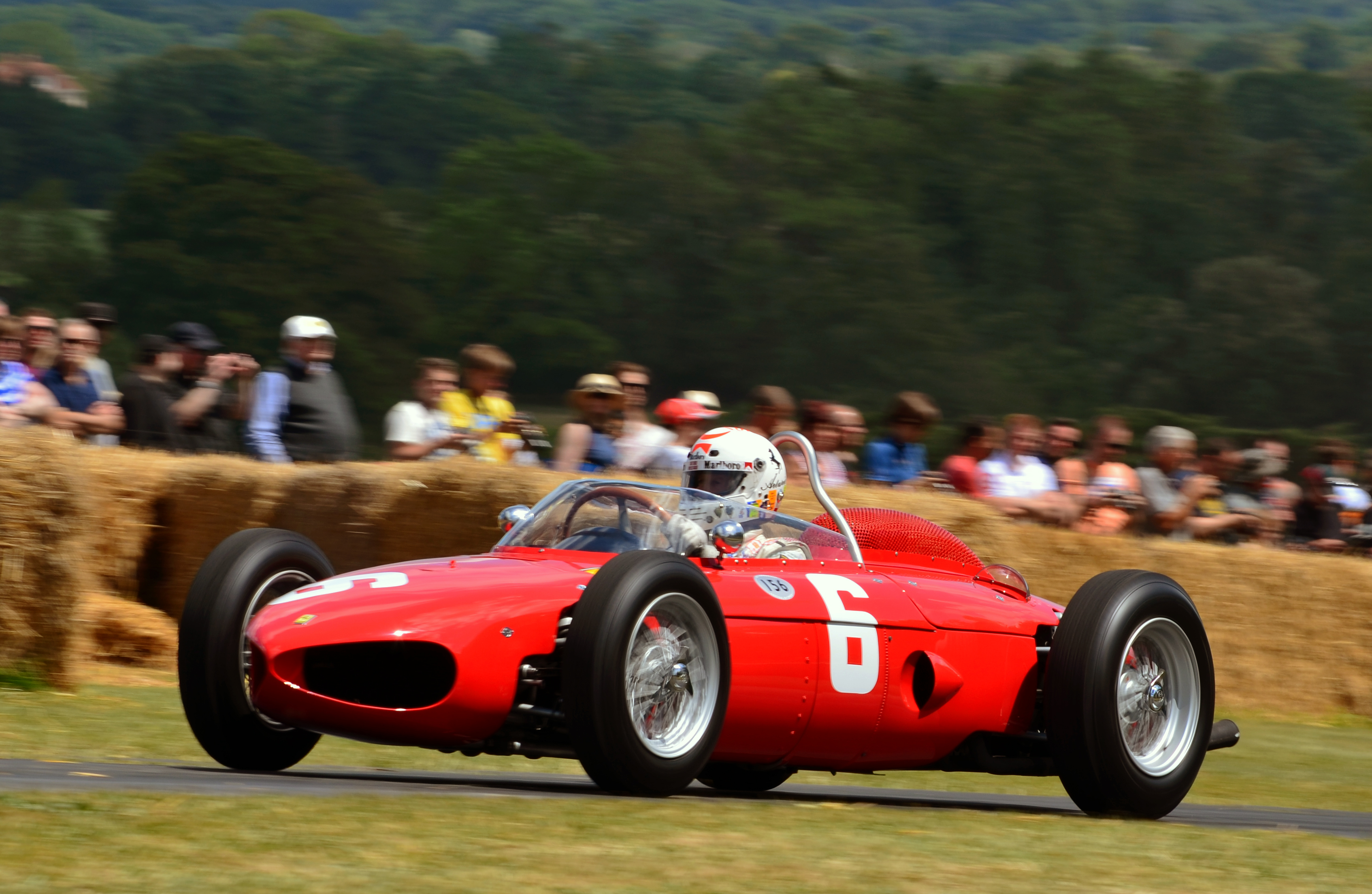
Ferrari 156 F1, festival de vitesse de Goodwood 2014.
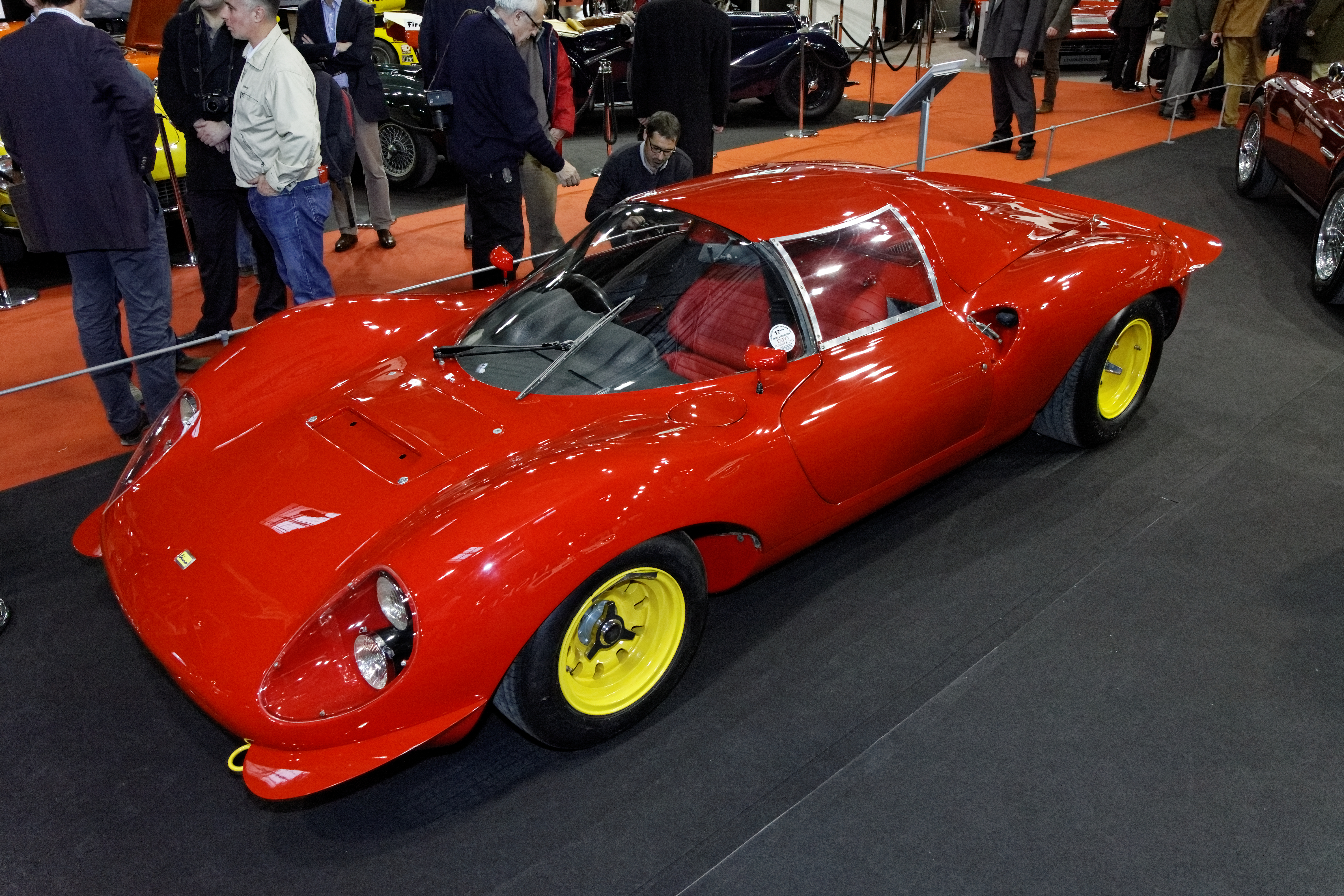
Dino 206 SP.
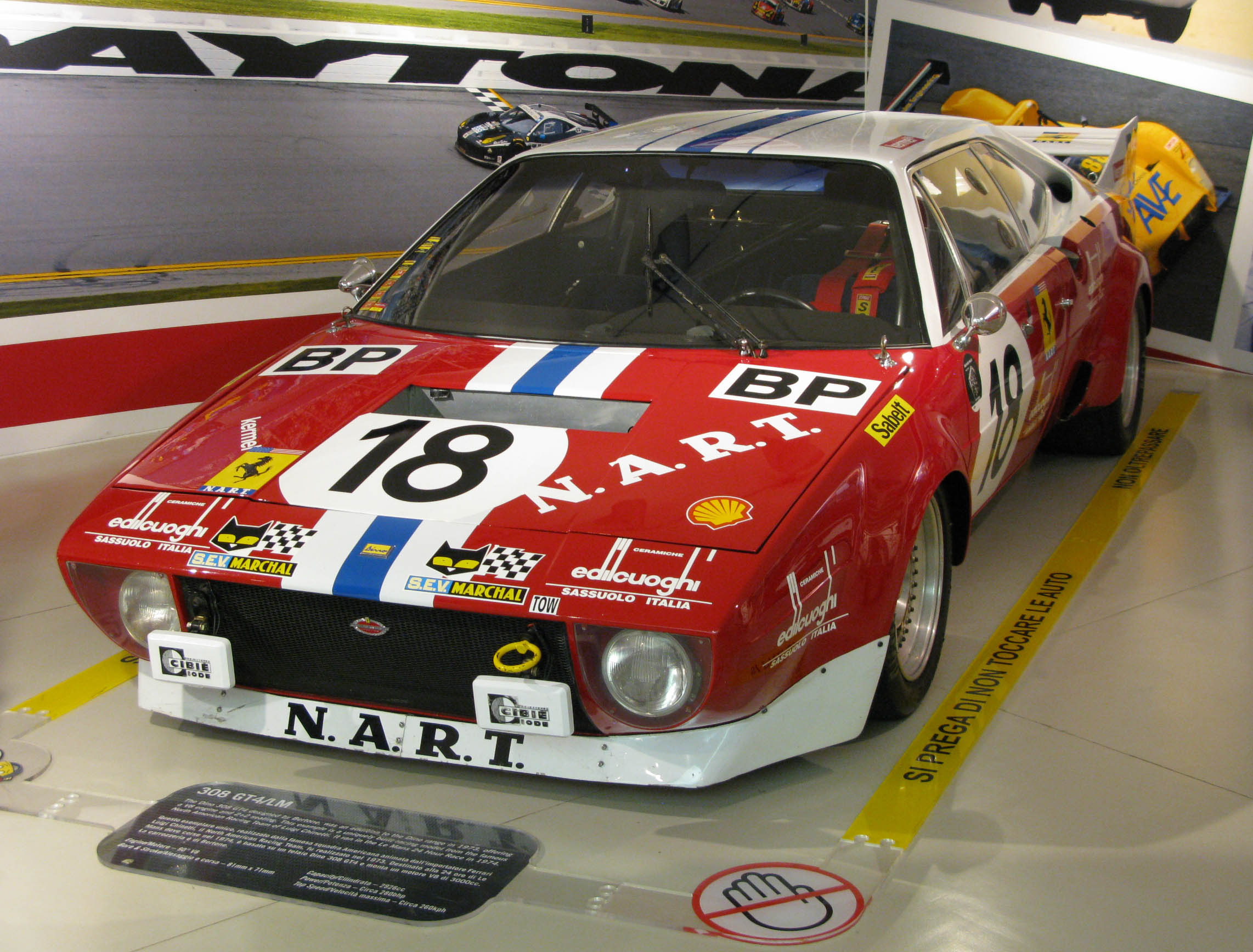
Dino 308 GT4/LM à moteur V8
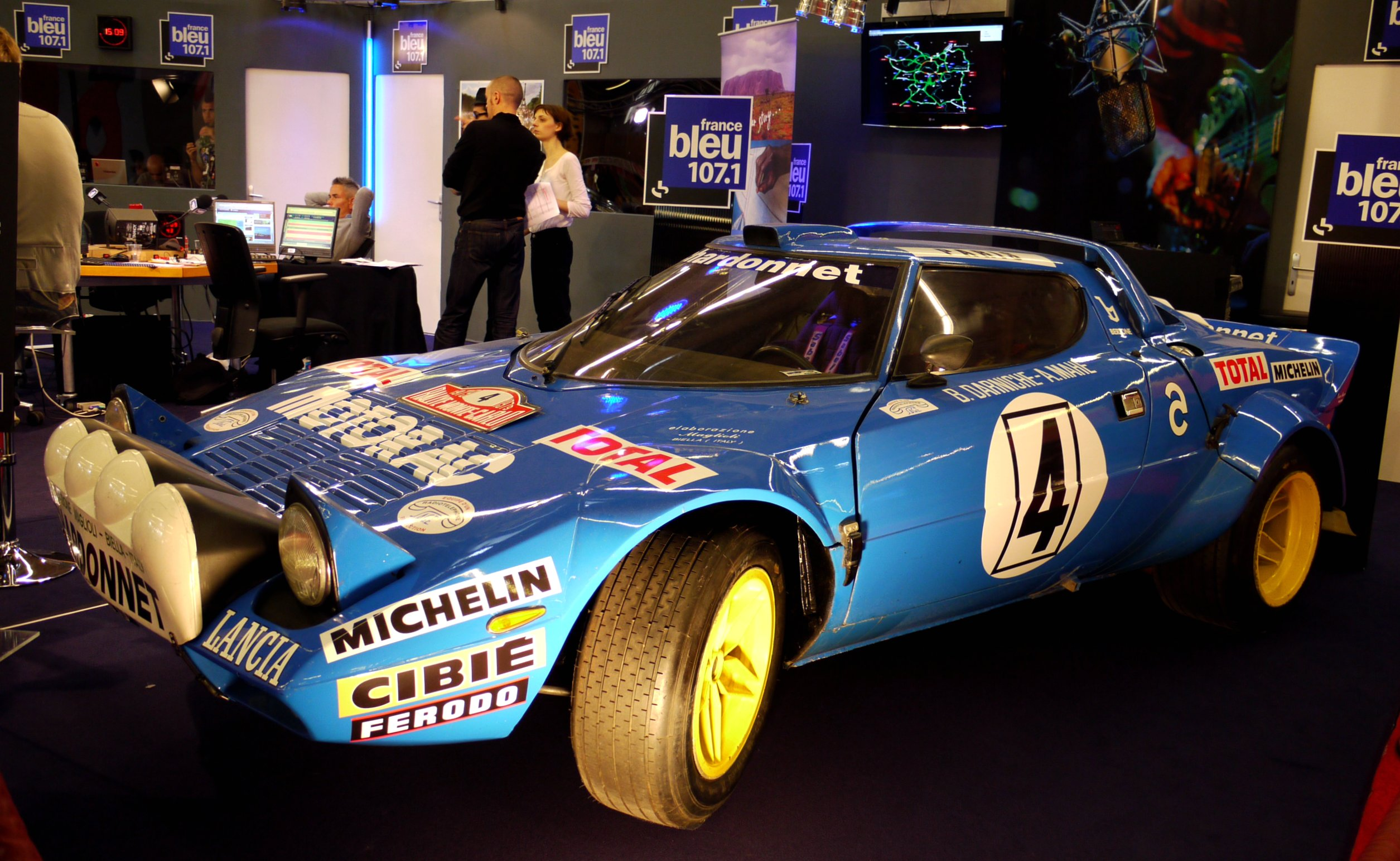
Lancia Stratos, à moteur V6 Dino.

- Dino 156 F2
- Dino 166 P, F2
- Dino 196 S, SP (avec carrosserie de Ferrari 250 Testa Rossa)
- Dino 206 S, P, SP
- Dino 246 S, SP, F1 (avec carrosserie de Ferrari 250 Testa Rossa)
- Dino 286 SP
- Dino 296 S

En 1973, la Scuderia Lancia conçoit la Lancia Stratos à moteur V6 Dino, qui remporte le championnat du monde des rallyes en  1974, 1975 et 1976.

### GT
Modèles GT déclinés des modèles de compétition :
- 1967 : Fiat Dino coupé et spider

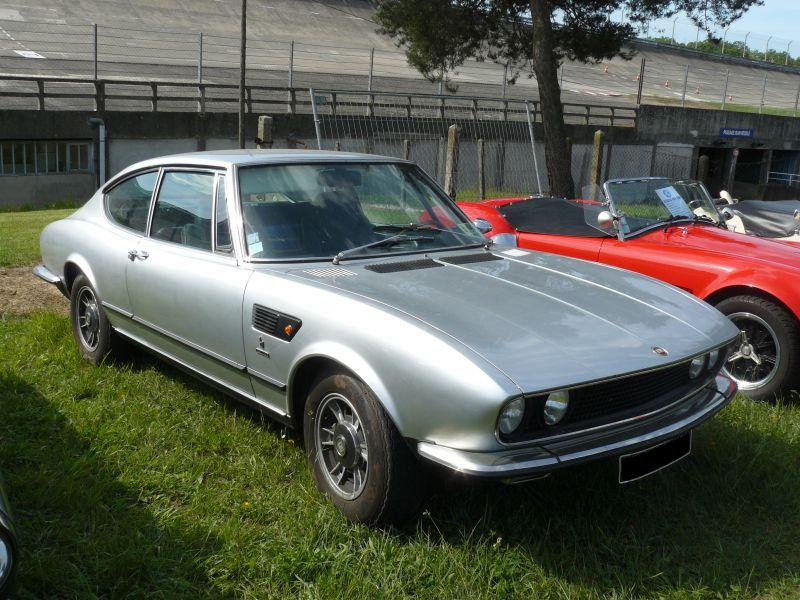
Fiat Dino coupé
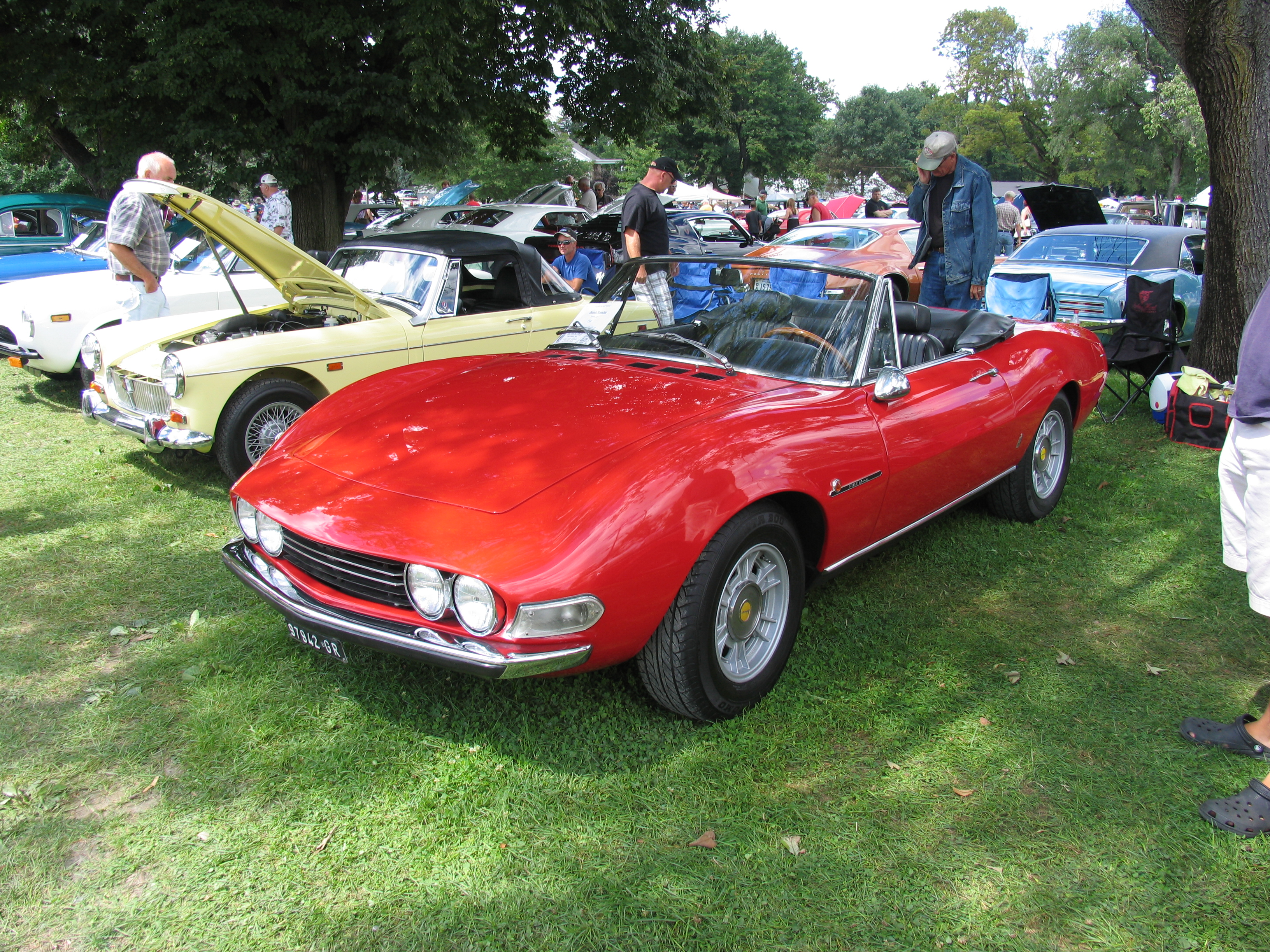
Fiat Dino spider
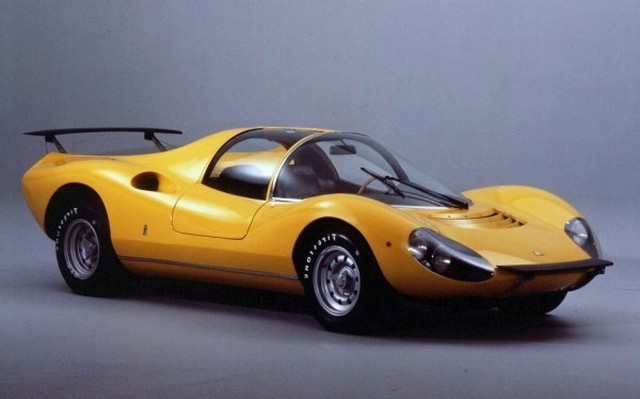
Dino 206 S Berlinetta Competizione

- 1965 : Dino 206 GT (150 ex.)
- 1969 : Dino 246 GT/GTS (3 000 ex.)
- 1973 : Dino 208 GT4 et 308 GT4 V8

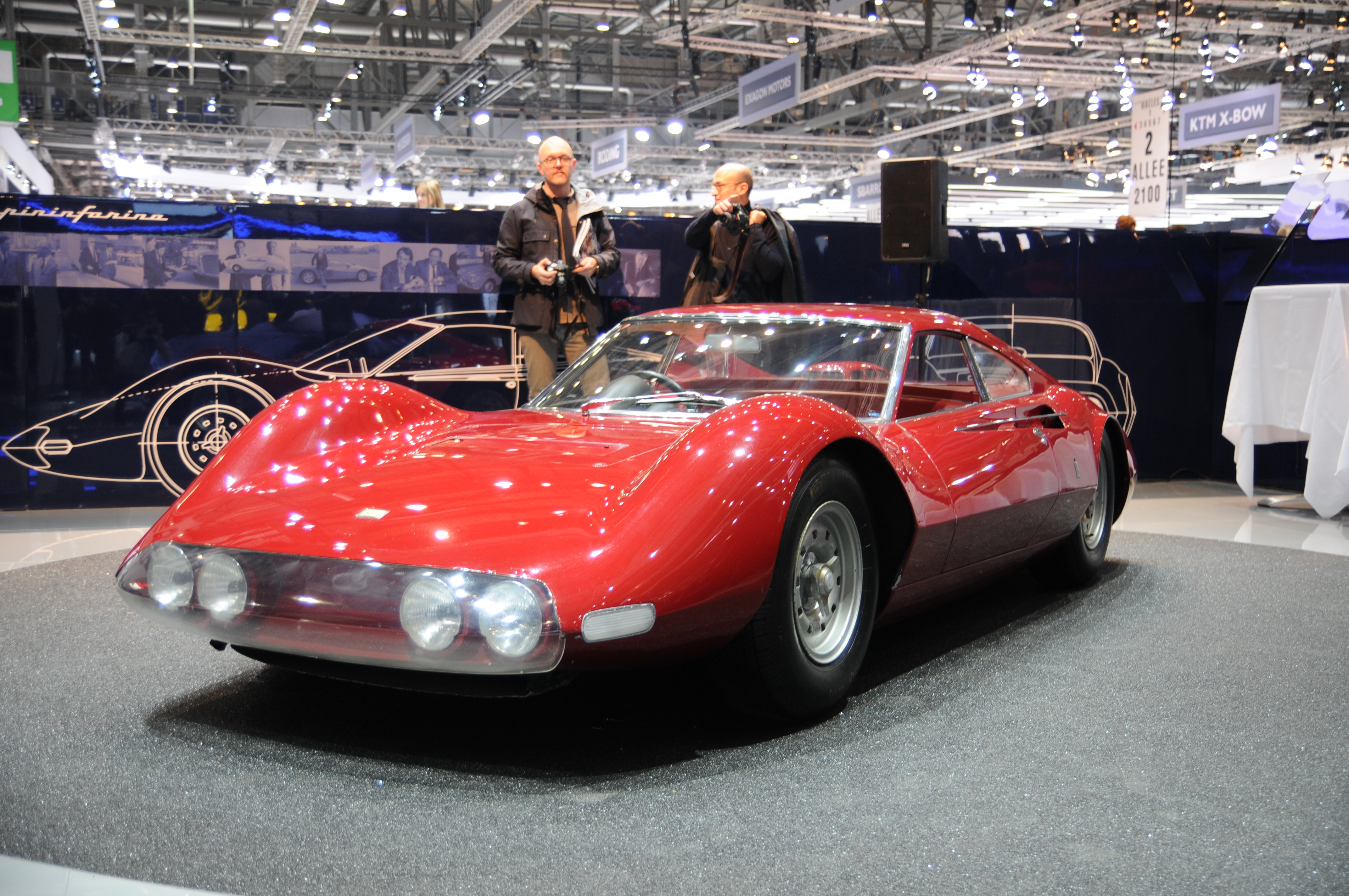
Dino Berlinetta Speciale.
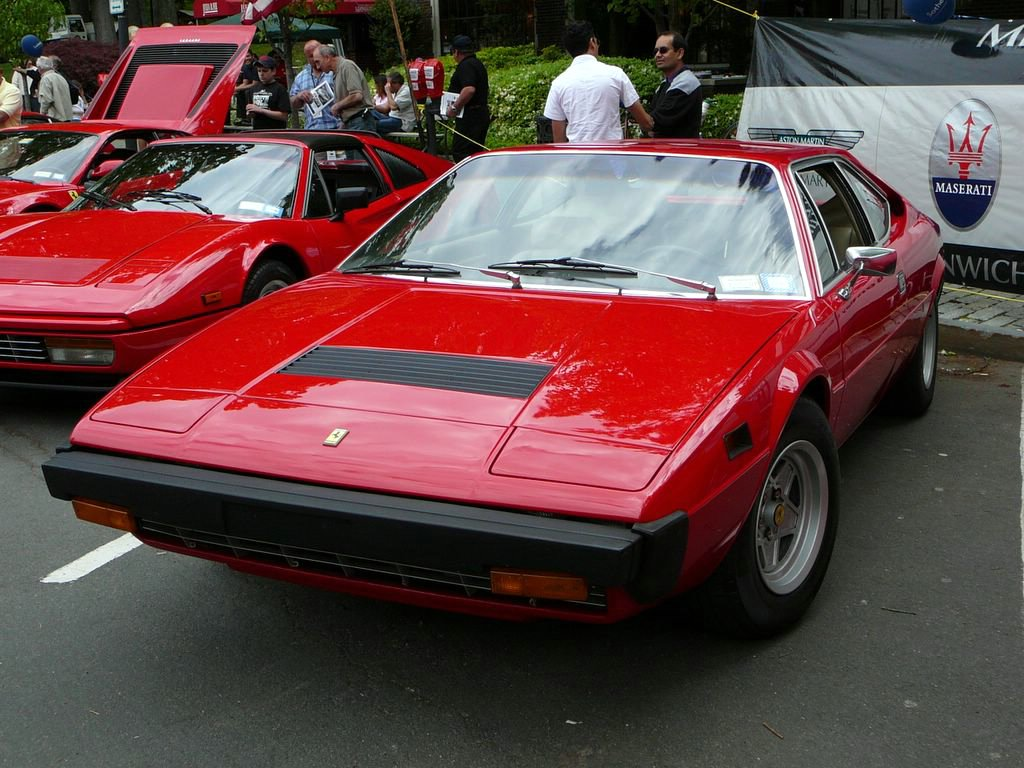
Dino GT4 à moteur V8.
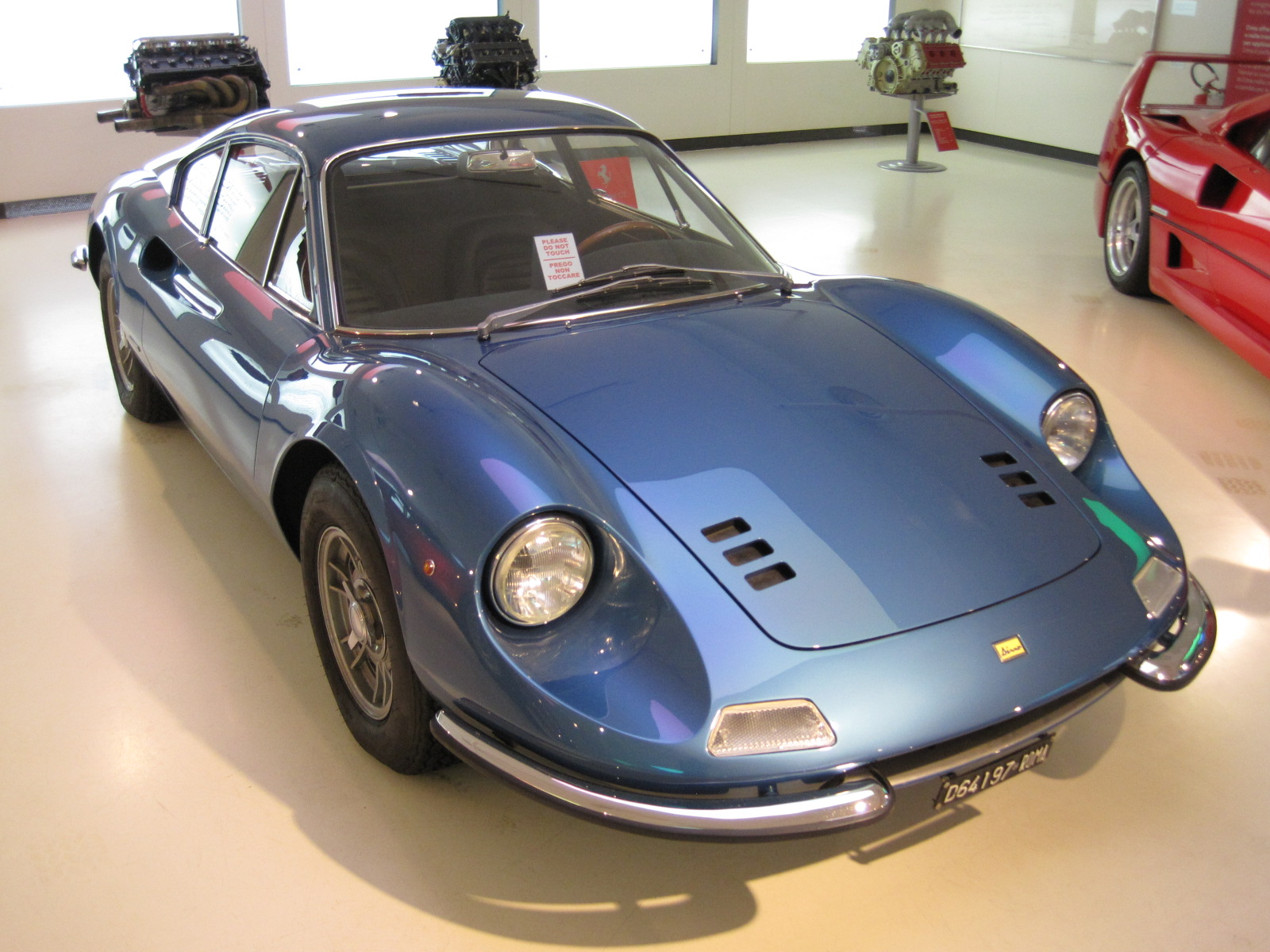
Dino 206 GT de 1965.
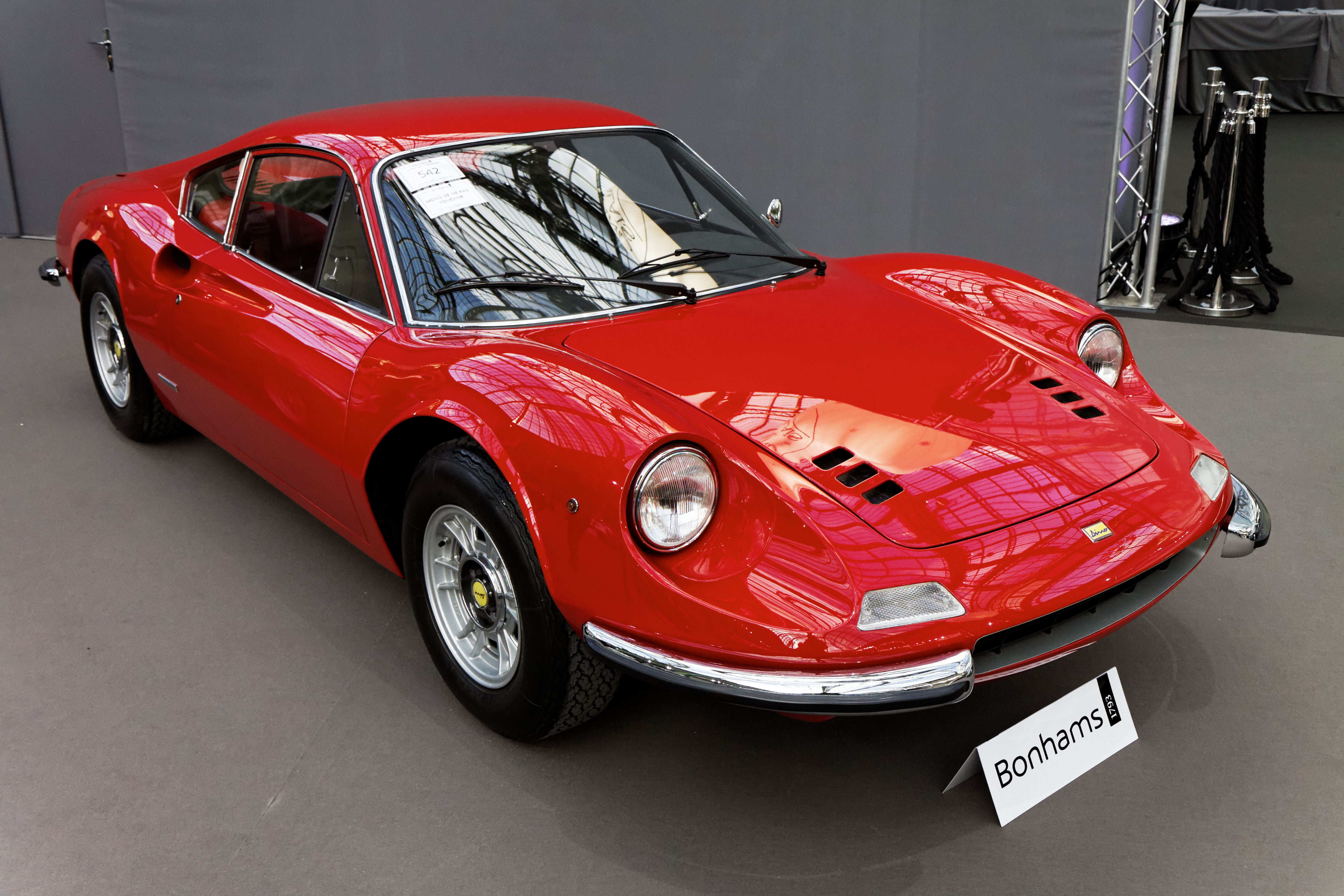
Dino 246 GT Berlinetta.

### Dino célèbre au cinéma
1970 : Amicalement vôtre, série télévisée, où le personnage Danny Wilde (Tony Curtis) possède une Dino 246 GT, alors que son ami Brett Sinclair (Roger Moore) possède une Aston Martin DBS.

## Concept cars
Ferrari a développé et présenté de nombreux concepts et prototypes pour relever les défis stylistiques et techniques liés à l’adoption d’une configuration à moteur central sur une voiture de route. Entre 1965 et 1967, pas moins de six prototypes Dino différents ont été construits. Ce design novateur et révolutionnaire allait poser les bases de plusieurs générations de Dino et de Ferrari à moteur central.

### Dino Berlinetta Speciale
Le premier concept car badgé Dino fut présenté par Ferrari et Pininfarina en 1965. Il s’agissait d’un coupé deux places à moteur central, baptisé Dino Berlinetta Speciale. Les travaux débutèrent en mars de la même année sous la direction d’Aldo Brovarone, qui élabora les plans conceptuels définissant les caractéristiques fondamentales des futures Dino de production.
Le projet était supervisé par Leonardo Fioravanti, avec la participation de Sergio Pininfarina. Tous trois jouèrent un rôle clé dans la conception et le développement du concept-car, qui aboutirait finalement à la Dino 206 GT, dont Fioravanti serait également crédité en tant que co-concepteur aux côtés de Brovarone.
En parallèle, en 1965, Brovarone dessina également le concept car Alfa Romeo Giulia 1600 Sport, intégrant des éléments stylistiques similaires, mais appliqués cette fois à une voiture à moteur avant.
La Berlinetta Speciale était construite sur un châssis tubulaire de compétition Type 585, dérivé du prototype sportif Dino 206 SP, avec un moteur monté longitudinalement. Ce premier concept car Dino fut achevé en un temps record en octobre 1965, juste avant le 52e salon de l’automobile de Paris. Il reposait sur un châssis de rechange n° 0840, provenant de la Scuderia Ferrari.
En novembre de la même année, il fut exposé au Salon de l'automobile de Turin, puis au salon de l'automobile de New York en avril 1966.
Dotée d’un empattement court, la voiture présentait une carrosserie très profilée avec des passages de roues proéminents. Son avant bas intégrait des phares recouverts de plexiglas, tandis que ses prises d’air latérales allongées, destinées au refroidissement des freins arrière, devinrent un élément emblématique des futures Dino. La lunette arrière, incurvée autour des montants inclinés, s’intégrait harmonieusement aux vitres de custode. L’arrière pouvait s’ouvrir entièrement pour révéler le compartiment moteur et la roue de secours.
L’ensemble de la voiture, y compris l’habitacle, était peint en rouge Ferrari, tandis que les sièges non réglables étaient en cuir crème. Le pédalier réglable en hauteur permettait d’adapter la position de conduite. Fidèle à son ADN de voiture de compétition, le volant était monté à droite,.
En 2017, la Dino Berlinetta Speciale a été vendue aux enchères par Artcurial pour 4 390 400 €.

### Ferrari 365 P Berlinetta Speciale

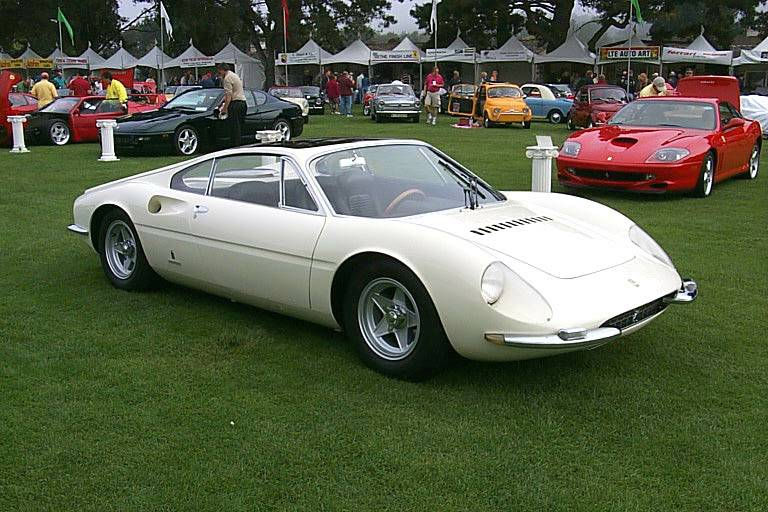
Ferrari 365 P Berlinetta Speciale.

La Ferrari 365 P Berlinetta Speciale est souvent considérée comme une version agrandie de la Dino originale, ainsi que de sa devancière, présentée aux côtés des autres prototypes Dino en 1966.
Surnommée « Tre-Posti », elle se distinguait par une configuration unique de l’habitacle, avec une triple banquette où le conducteur était placé au centre. Conçue par Aldo Brovarone de Pininfarina, elle affichait des dimensions plus imposantes afin d’accueillir un moteur V12 plus puissant.

### Dino Berlinetta GT

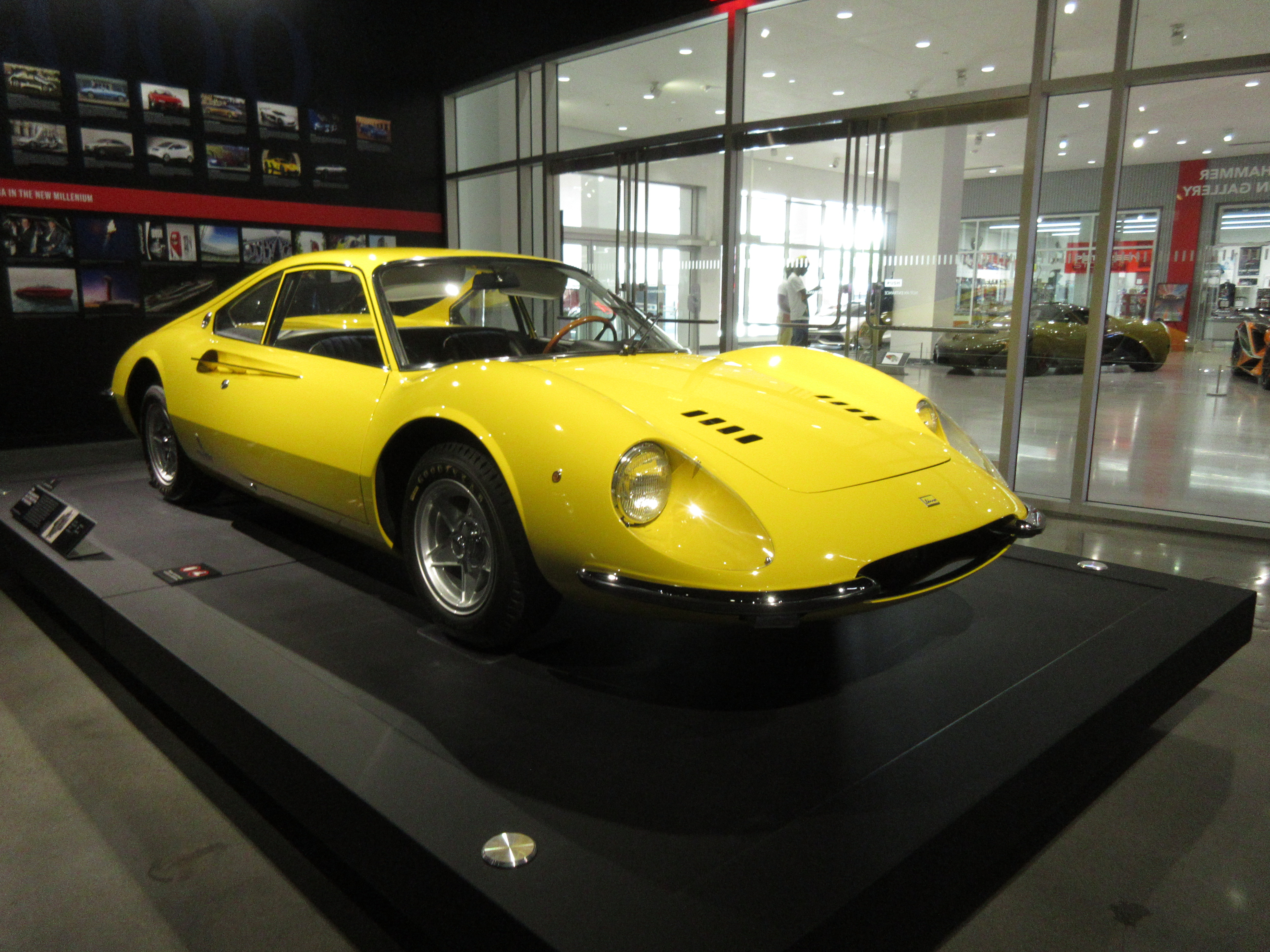
Dino Berlinetta GT prototype châssis 00106, exposé au Petersen Automotive Museum.

En 1966, Pininfarina a conçu une évolution du concept car précédent avec le prototype Dino Berlinetta GT. Présenté en novembre 1966 au 48e Salon de l’automobile de Turin, il offrait un aperçu de la future Dino de production, qui serait dévoilée un an plus tard au même endroit.
Ce prototype se distinguait par trois feux arrière ronds montés sur un fond chromé, ainsi que par des clignotants situés sous la calandre. Sa carrosserie était plus longue que celle de la version de série, avec un empattement de 2 340 mm, en raison de l’implantation longitudinale du moteur V6 2.0 L en position centrale. Contrairement aux précédents prototypes, ce moteur n’était plus une version de compétition mais un Type 135B de série.
Comme sur son prédécesseur, l’accès au moteur se faisait par un grand capot articulé sur le toit, intégrant les contreforts et une lunette arrière convexe. Les prises d’air latérales allongées comportaient des barres chromées servant également de poignées de porte. Le châssis était également nouveau, adoptant un Type 599 au lieu du modèle précédent. En 1967, il reçut le numéro de châssis 00106, issu de la série des modèles de production.
Peint en jaune, ce prototype Dino Berlinetta GT a été vendu aux enchères en 2018 par Gooding & Company pour 3 080 000 $ US.

### Dino Berlinetta Competizione
Au salon de Francfort 1967, Pininfarina et Ferrari ont dévoilé la Dino Berlinetta Competizione, un concept-car conçu par le jeune designer Paolo Martin.
Ce modèle était à la fois une étude de design exclusive et un prototype fonctionnel, mais il n’avait jamais été destiné à la production en série. Il reposait sur un châssis de course Dino 206 S, portant le numéro de série 034, l’un des derniers de sa catégorie. Sous le capot, il embarquait un moteur Type 231/B, doté de culasses améliorées à trois soupapes.
Le design s’inspirait des voitures de compétition Dino existantes, et son développement ne dura pas plus de quatre mois. Son profil arrondi fut ensuite affiné par l’ajout de spoilers avant et arrière. Les portes papillon intégraient une vitre incurvée, qui coulissait à l’intérieur de la structure de la porte.